# だびよん劇場
だびよん劇場（だびよんげきじょう）とは、かつて青森県青森市本町にあった、ライブハウス兼小劇場。

## 概要
「だびよん」とは、津軽弁の推量の助動詞（〜だろうの意）であると同時に、語感がフランス語の響きに似ているところから、一般に、ズーズー弁と称される津軽言葉がフランス語に似ている点も、援用の理由のひとつとされる。
ここのオーナーであった、牧良介は、俳優・ナレーターとしても活躍し、津軽弁一人芝居をライフワークとし、長部日出雄監督作品「夢の祭り」などにも出演した。また、青森文化のよき支え手、プロデューサーとして、高橋竹山、伊奈かっぺいなどを世に出した。
だびよん劇場は、牧が「青森を若者が出ていかないように面白い街にしよう」という思いからライブハウスとして開設し、地元の演奏家の演奏の場所として使われた。また、演劇や音楽などを愛する青森の人々が集う場所、交流の場所として、広く愛された。
1992年、牧良介の死によって閉館に追い込まれた。こうして、青森文化の一つの拠点が消えることになった。
その後、牧良介の次男である原衆が1996年9月より「シューだびよん」という名でライブハウスを開いていたが、2005年3月に閉店した
なお、「シューだびよん」開催前の1996年夏には、伊奈かっぺいがコンサートを開催した。
2008年9月には、牧良介の十七回忌を記念し本劇場を題材とした舞台「だびよん劇場の人々」（作：篠崎淳之介、演出：伊奈かっぺい）が青森市民ホールで上演された。

## 関連作品
ここでは、だびよん劇場で収録された伊奈かっぺいのアルバム作品を記述する。

### ライブ晩 津軽 13日の金曜日 にぎやかなひとりごと
1985年11月21日発売。同年9月13日に開催されたライブを収録。
収録曲
1. プロローグ…13日の金曜日…
2. 一人称・二人称
3. 津軽弁は美しい!?
4. お酒と方言
5. 標準語Part.II
6. ケンカにもルールあり
7. 家訓
8. 日本人のなりたち
9. 津軽の昔ばなし
10. 大きなポケット
11. あばた
12. 雨やどり
13. 神様
14. 遺言-いいつけ-
15. 口づけ-初体験-
16. 寒いはで
17. 痴漢-おそって下さい-
18. 白いたより

### ライブ晩 津軽 13日の金曜日 にぎやかなひとりごと パァートッ2
1986年9月21日発売。同年6月13日に開催されたライブを収録。
収録曲
1. 十三日の金曜日
2. りんごの皮
3. 納得-ごもっとも-
4. 荒川の刑務所にて
5. 時には母のある子のように
6. 願望-おねがいします-
7. 祝電-おめでとう-
8. 昨夜の深夜劇場はフランス映画だった
9. 三味線-きょくびき-
10. 母に捧げるバラード
11. 小さな悩み
12. イントロロ考
13. アナウンサー
14. 日曜日-あめ-
15. 実は結婚を…
16. 母親-かっちゃ-
17. ふるさとへ帰ったら
18. 遙かな友へ

### 伊奈かっぺい だびよん劇場
1989年12月12日発売。同年10月13日に開催されたライブを収録。この年に亡くなった美空ひばりの楽曲も歌唱した。
収録曲
1. 酔いがさめないうちに酔う
2. 酔ったいきおいで詩（はじ）をかく
3. ちょうちょう
4. 再会
5. 七つの子
6. 東京ナイト・クラブ
7. こがねむし
8. 赤い靴
9. リンゴの唄
10. 赤いグラス
11. 悲しい酒
12. リンゴ追分
13. 再会

### 13日の金曜日 青森でござい！
1991年12月1日発売。同年9月13日に開催されたライブを収録。
収録曲
1. あおもり！アオモリ！ひたすら青森